# Merops oreobates
Merops oreobates là một loài chim trong họ Meropidae.